# Cutman

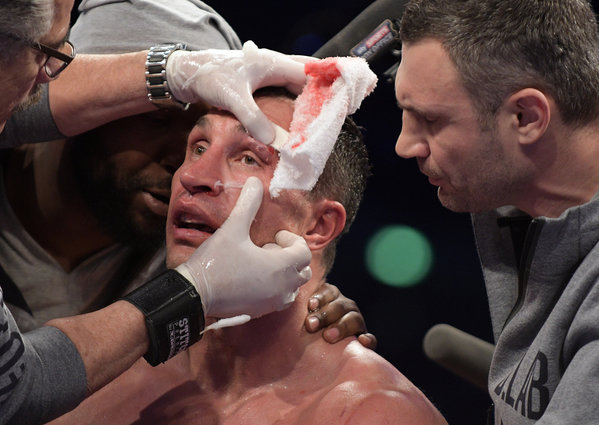
El cutman Jacob «Stitch» Duran administra tratamiento al boxeador Vladímir Klichkó.

Un cutman es la persona responsable de prevenir y tratar el daño físico de un luchador durante los descansos entre asaltos en una pelea de artes marciales mixtas (MMA), boxeo o kickboxing. Los cutmen suelen tratar inflamaciones, hemorragias nasales y laceraciones. Además de reducir el rendimiento del luchador, las reglas de los deportes de combate estipulan que estas lesiones pueden causar la interrupción prematura de la pelea, lo que representa una baja para el luchador lesionado. Por lo tanto, el cutman es esencial para el luchador y puede ser un factor decisivo en el resultado de un combate.
La remuneración de los cutmen varía, pero generalmente es del 2 al 3 % del premio del luchador. Para muchos atletas de combate con presupuesto limitado, las funciones de cutmen las realiza su cornerman. Si bien la mayoría de las comisiones deportivas exigen que los cutmen tengan licencia, no suele requerirse formación ni certificación formal. La mayoría de los cutmen aprenden su oficio mediante aprendizaje y autoformación.
A diferencia del boxeo, los cutmen para eventos de MMA generalmente son proporcionados por la promotora, en lugar de la esquina del peleador. Esto es para evitar acusaciones de «engrasar» (aplicar vaselina en zonas distintas a la frente, lo que proporciona una ventaja injusta en situaciones de agarre).

## Herramientas

### Equipamento
- El Enswell es una pequeña pieza de metal con asa. Tradicionalmente se conserva en hielo y se utiliza para enfriar la zona de un moretón o corte aplicando presión directa para disminuir la vasoconstricción.

- Los hisopos de algodón se utilizan para aplicar medicamentos a las heridas de los luchadores. Mientras que algunos cutmans usan hisopos ya preparados, otros los fabrican ellos mismos. Se ha sugerido que la práctica de los cutmen del pasado de mantener los hisopos detrás de las orejas o en la boca es insalubre y poco profesional.

- Las bolsas de hielo se utilizan para enfriar hematomas, cortes y esguinces, y para mantener el área inflamada fría.

- Se aplica vaselina en las heridas y en las zonas de mayor riesgo de impacto para que la piel sea más elástica y resbaladiza, y por lo tanto menos propensa a desgarrarse. Algunos profesionales de cortes cubren las heridas con ungüento casero que contiene una mezcla de vaselina y cloruro de adrenalina, para que la adrenalina siga llegando a la herida durante el impacto. Además, se evita que el sudor de la zona superior de los ojos llegue a ellos aplicando vaselina en las cejas.

- Las gasas se utilizan para secar los cortes.

- El cutman usa guantes médicos para limitar la exposición del luchador a material infeccioso, así como para limitar la exposición del cutman a la sangre.

### Medicina
Los cutmen solían crear sus propios medicamentos, y las recetas se transmitían de maestros a aprendices como secretos comerciales. Hoy en día, el uso de diversos medicamentos en el deporte de combate está muy controlado, y la mayoría de los cutmen usan solo dos o tres medicamentos estándar de la lista a continuación.
- Epinefrina: Se aplica tópicamente para disminuir el flujo sanguíneo. Es posiblemente el medicamento más común utilizado por los cutmans.

- Hemostato de colágeno microfibrilar: Coagulante utilizado para cortes sangrantes. Generalmente se usa en polvo. Funciona mejor cuando la superficie está seca. El tratamiento consiste en cubrir la zona afectada con Avitene y aplicar presión moderada con una gasa seca.

- Trombina: Coagulante utilizado cuando se extrae la sangre y la superficie está seca.

- Celulosa regenerada oxidada y polvo de esponja de gelatina absorbible: otras dos sustancias también se utilizan para la coagulación, aunque con menos frecuencia que Avitene o la trombina.

- Solución de subsulfato férrico: Este hemostático, ampliamente prohibido, detiene rápidamente el flujo sanguíneo cauterizando químicamente los tejidos que rodean la herida, lo que genera tejido granular. Contrariamente a la creencia popular, esta solución hemostática no contiene plomo.